# Gedenkmünzen der Deutschen Demokratischen Republik
Die Gedenkmünzen der Deutschen Demokratischen Republik wurden von der Münzprägeanstalt der DDR von 1966 bis 1990 mit 122 unterschiedlichen Motiven produziert. Vier davon hatten als Währungsbezeichnung MDN (Mark der Deutschen Notenbank), alle anderen Mark. Sie bestanden aus unterschiedlichen Legierungen mit Münzwerten von 5, 10 oder 20 Mark.
Die seltenste Gedenkmünze der DDR ist eine Goldprägung des 20-Mark-Stücks 150. Geburtstag von Karl Marx. Sie wurde als Einzelanfertigung zum 75. Geburtstag des Staatsratsvorsitzenden Walter Ulbricht geprägt und diesem von der Staatsbank überreicht. Das Exemplar befindet sich heute im Deutschen Historischen Museum in Berlin.
Die auflagenstärkste Münze hatte einen Wert von 5 Mark und wurde aus einer bronzefarbenen Legierung aus Kupfer und Nickel hergestellt. Ihre Anzahl war mit über 50 Millionen Exemplaren mehr als dreimal so hoch wie die Einwohnerzahl der DDR von ca. 16 Millionen.
Elf Gedenkmünzen aus Neusilber hatten ebenfalls hohe Prägezahlen von weit über einer Million Exemplaren und damit keinen Sammlerwert. Die höchste Auflage hatte die 5-Mark-Münze aus dem Jahr 1971 – Berlin, Hauptstadt der DDR (Brandenburger Tor) – mit über 18 Millionen Stück. Diese elf Gedenkmünzen wurden als Umlaufmünzen genutzt. Fünfmarkmünzen wurden von Münzautomaten, beispielsweise den Mikrorechnergesteuerten Fahrkartenautomaten (MFA) auf Bahnhöfen angenommen.
Silberne Gedenkmünzen hatten eine weit kleinere Auflage. Diese wurden u. a. zur Erwirtschaftung von Devisen an Sammler in der alten Bundesrepublik oder über die Intershop-Läden in der DDR verkauft. Innerhalb der DDR waren sie in den Auktionshäusern zum Auktionspreis soweit vorhanden zu bekommen. Auch Betriebe und Institutionen bekamen teilweise geringe Zuteilungen von Sondermünzen für Prämierungen. Eine Ausnahme machten die im Kulturbund der DDR organisierten Numismatiker. Dieser hatte erreicht, dass 6000 Exemplare jeder Münze an die Mitglieder verteilt werden konnten, was aber mengenmäßig nicht ausreichte. Der Preis entsprach dem Nennwert der Münze zuzüglich zwei Mark für Etui und Verwaltungsaufwand.
Die Qualität der Serienprägung entsprach nicht immer den Erfordernissen der Sammler. Diese Münzen wurden, genau wie zurückgegebene oder Restbestände, zur Rohstoffgewinnung wieder eingeschmolzen.
Neben den Herstellungsverfahren Stempelglanz (Standard) und polierte Platte wurden Gedenkmünzen aus Neusilber auch als Spiegelglanz geprägt. Dieses als Exportqualität bezeichnete Herstellungsverfahren erfolgte mit polierten Stempeln auf verlangsamt laufenden Prägemaschinen. Die Münzen wurden von Hand den Prägestöcken entnommen und von 1979 bis 1986 in eine Kassette aus Hartkunststoff eingelegt, ab 1987 bis 1990 in Kunststoff eingeschweißt.
Zur Zeit der Herstellung der Gedenkmünzen gab es in der DDR nur eine Münzprägeanstalt. Dies war der aus der ehemaligen Münze Berlin hervorgegangene Volkseigene Betrieb Münze Berlin. Die Münzstätte Muldenhütten bei Freiberg prägte zu DDR-Zeiten nur Aluminiumkleinmünzen mit dem Münzzeichen E. Sie stellte 1953 ihren Betrieb ein. Das unter Friedrich dem Großen und auch heute wieder verwendete Prägezeichen ist das auch in der DDR verwendete A. Da es nur einen Hersteller gab, wäre eine Markierung nicht nötig gewesen; ein Teil der Gedenkmünzen trägt dieses Prägezeichen trotzdem.

## Verwendete Materialien
Münzen können aus unterschiedlichsten Legierungen hergestellt werden. Die Gedenkmünzen der DDR hatten als wertvollsten Bestandteil Silber.
Es gibt allerdings zwei Prägungen aus Gold, die auch als Materialproben angesehen werden: Einmal das Unikat 150. Geburtstag von Karl Marx in 999er Gold und die Münze 40. Jahrestag der Befreiung vom Faschismus. Die letztere wurde in 266 Exemplaren als Ehrengeschenk für ausländische Staatsgäste hergestellt. Diese Münzen bestanden aus 900er Gold.
Die letzte ausgegebene Gedenkmünze der DDR war die einzige mit einem Reinheitsgehalt von 99,95 % Silber; sie hatte einen Münzwert von 20 Mark und gedachte der Öffnung des Brandenburger Tores am 22. Dezember 1989.
Die am häufigsten verwendete Legierung ist das silberweiß glänzende Neusilber.
Geprägt wurden:
| 68 Motive aus Neusilber:                 | 62,00 % Kupfer, 20,00 % Zink, 18,00 % Nickel |
| 1 Motiv aus Kupfernickel (bronzefarben): | 90,00 % Kupfer, 10 % Nickel                  |
| 25 Motive aus 500er Silber:              | 50,00 % Silber, 50,00 % Kupfer               |
| 22 Motive aus 625er Silber:              | 62,50 % Silber, 37,5 % Kupfer                |
| 5 Motive aus 800er Silber:               | 80,00 % Silber, 20,00 % Zink                 |
| 1 Motiv aus 999,5er Silber:              | 99,95 % Silber, 0,05 % Kupfer                |

Von vielen Münzen existieren Probeabschläge aus anderen Materialien; auch sind einige wenige Exemplare in besserer Prägequalität bekannt.
Das Gewicht der Münzen ist durch die verschiedenen Materialien und Münzdicken unterschiedlich.

## 5-Mark-Gedenkmünzen
| Nennwert: 5 Mark Münzdurchmesser: 29 mm                       |                                                               |                    | |                                                                                          |                            |                             |                  |
| Abbildung                                                     | Abbildung                                                     | Ausgabedatum       | Anlass Randschrift                                                                                 | Gestaltung                                                                               | Material Gewicht           | geprägte Auflage            | geprägte Auflage |
| Bildseite                                                     | Wertseite                                                     | Ausgabedatum       | Anlass Randschrift                                                                                 | Gestaltung                                                                               | Material Gewicht           | st, (normal) erhalten       | pp               |
|                                                               |                                                               | 16. Dezember 1968  | 125. Geburtstag von Robert Koch 5 MARK * 5 MARK * 5 MARK * 5 MARK *                                | Axel Bertram (Grafiker), Berlin Gerhard Rommel (Bildhauer), Berlin                       | Neusilber 12,2 g           | 100.226 100.224             | –                |
|                                                               |                                                               | 25. September 1969 | 20 Jahre Deutsche Demokratische Republik 5 MARK * 5 MARK * 5 MARK * 5 MARK *                       | Axel Bertram, Berlin                                                                     | Kupfernickel/ Bronze 9,7 g | - , (50.221.667) 10.502.990 | –                |
|                                                               |                                                               | 15. Dezember 1969  | 75. Todestag von Heinrich Hertz 5 MARK * 5 MARK * 5 MARK * 5 MARK *                                | Axel Bertram (Grafiker), Berlin Werner Rosenthal (Bildhauer), Berlin                     | Neusilber 12,2 g           | 100.268 100.217             | [ Anm. 2 ]       |
|                                                               |                                                               | 10. Dezember 1970  | 125. Geburtstag von Wilhelm Conrad Röntgen 5 MARK * 5 MARK * 5 MARK * 5 MARK *                     | Axel Bertram, Berlin                                                                     | Neusilber 12,2 g           | 100.244 100.237             | [ Anm. 2 ]       |
|                                                               |                                                               | 15. Oktober 1971   | 400. Geburtstag von Johannes Kepler 5 MARK * 5 MARK * 5 MARK * 5 MARK *                            | Axel Bertram, Berlin                                                                     | Neusilber 12,2 g           | 100.266 100.239             | [ Anm. 2 ]       |
|                                                               |                                                               | 8. Mai 1972        | Berlin, Hauptstadt der DDR (Brandenburger Tor) 5 MARK * 5 MARK * 5 MARK * 5 MARK *                 | Axel Bertram (Grafiker), Berlin Wilfried Fitzenreiter (Bildhauer), Berlin                | Neusilber 9,6 g            | - , (18.137.882) 1.700.202  | –                |
|                                                               |                                                               | 25. August 1972    | 75. Todestag von Johannes Brahms 5 MARK * 5 MARK * 5 MARK * 5 MARK *                               | Axel Bertram, Berlin                                                                     | Neusilber 12,2 g           | 100.420 100.366             | [ Anm. 2 ]       |
|                                                               |                                                               | 20. November 1972  | Meißen, Burgberg mit Dom und Albrechtsburg 5 MARK * 5 MARK * 5 MARK * 5 MARK *                     | Axel Bertram, Berlin                                                                     | Neusilber 9,6 g            | - , (10.199.353) 930.094    | –                |
|                                                               |                                                               | 10. Juli 1973      | 125. Geburtstag von Otto Lilienthal 5 MARK * 5 MARK * 5 MARK * 5 MARK *                            | Axel Bertram, Berlin                                                                     | Neusilber 12,2 g           | 100.300 100.234             | [ Anm. 2 ]       |
|                                                               |                                                               | 17. Juni 1974      | 100. Todestag von Philipp Reis 5 MARK * 5 MARK * 5 MARK * 5 MARK *                                 | Axel Bertram, Berlin                                                                     | Neusilber 12,2 g           | 100.200 100.122             | [ Anm. 2 ]       |
|                                                               |                                                               | 9. Mai 1975        | 100. Geburtstag von Thomas Mann 5 MARK * 5 MARK * 5 MARK * 5 MARK *                                | Erika Schöneberg (Grafikerin), Berlin Rainer Radack (Bildhauer), Berlin                  | Neusilber 12,2 g           | 102.355 102.354             | –                |
| 1975 – Internationales Jahr der Frau Bildseite                |                                                               | 16. Juni 1975      | Internationales Jahr der Frau 1975 5 MARK * 5 MARK * 5 MARK * 5 MARK *                             | Klaus Hennig (Vorderseite), Berlin Axel Bertram (Rückseite), Berlin                      | Neusilber 12,2 g           | 161.047                     | –                |
|                                                               |                                                               | 6. Januar 1976     | 200. Geburtstag von Ferdinand von Schill 5 MARK * 5 MARK * 5 MARK * 5 MARK *                       | Axel Bertram (Grafiker), Berlin                                                          | Neusilber 12,2 g           | 100.216                     | [ Anm. 2 ]       |
|                                                               |                                                               | 15. Juni 1977      | 125. Todestag von Friedrich Ludwig Jahn 5 MARK * 5 MARK * 5 MARK * 5 MARK *                        | Heinz Rodewald (Grafiker), Berlin Wilfried Fitzenreiter (Bildhauer), Berlin              | Neusilber 12,2 g           | 90.675                      | 10.000           |
| Friedrich Gottlieb Klopstock Bildseite                        | Friedrich Gottlieb Klopstock Wertseite                        | 28. Februar 1978   | 175. Todestag von Friedrich Gottlieb Klopstock 5 MARK * 5 MARK * 5 MARK * 5 MARK *                 | Karl Thewalt (Grafiker), Wittenberg Prof. Gerhard Lichtenfeld (Bildhauer), Halle (Saale) | Neusilber 12,2 g           | 75.500 70.500               | 4.500            |
|                                                               |                                                               | 29. September 1978 | Internationales Anti-Apartheid-Jahr 1978 5 MARK * 5 MARK * 5 MARK * 5 MARK *                       | Joachim Rieß (Grafiker), Chemnitz Volker Beier (Bildhauer), Chemnitz                     | Neusilber 9,6 g            | 86.270, (259.000) 257.262   | 4.000            |
|                                                               |                                                               | 1979               | Berlin, Hauptstadt der DDR (Brandenburger Tor) 5 MARK * 5 MARK * 5 MARK * 5 MARK *                 | Axel Bertram (Grafiker), Berlin Wilfried Fitzenreiter (Bildhauer), Berlin                | Neusilber 9,6 g            | 32.500                      | –                |
|                                                               |                                                               | 26. Februar 1979   | 100. Geburtstag von Albert Einstein 5 MARK * 5 MARK * 5 MARK * 5 MARK *                            | Heinz Rodewald (Grafiker), Berlin Wilfried Fitzenreiter (Bildhauer), Berlin              | Neusilber 12,2 g           | 55.500 55.475               | 4.500            |
|                                                               |                                                               | 1980               | Berlin, Hauptstadt der DDR (Brandenburger Tor) 5 MARK * 5 MARK * 5 MARK * 5 MARK *                 | Axel Bertram (Grafiker), Berlin Wilfried Fitzenreiter (Bildhauer), Berlin                | Neusilber 9,6 g            | 29.800                      | –                |
|                                                               |                                                               | 20. Juni 1980      | 75. Todestag von Adolph von Menzel 5 MARK * 5 MARK * 5 MARK * 5 MARK *                             | Dietrich Dorfstecher (Grafiker), Berlin Gerhard Rommel (Bildhauer), Berlin               | Neusilber 12,2 g           | 54.750                      | 5.500            |
|                                                               |                                                               | 1981               | Berlin, Hauptstadt der DDR (Brandenburger Tor) 5 MARK * 5 MARK * 5 MARK * 5 MARK *                 | Axel Bertram (Grafiker), Berlin Wilfried Fitzenreiter (Bildhauer), Berlin                | Neusilber 9,6 g            | 30.900                      | –                |
|                                                               |                                                               | 1. Juni 1981       | 450. Todestag von Tilman Riemenschneider 5 MARK * 5 MARK * 5 MARK * 5 MARK *                       | Heinz Rodewald, Berlin                                                                   | Neusilber 12,2 g           | 54.500                      | 5.500            |
|                                                               |                                                               | 1982               | Berlin, Hauptstadt der DDR (Brandenburger Tor) 5 MARK * 5 MARK * 5 MARK * 5 MARK *                 | Axel Bertram (Grafiker), Berlin Wilfried Fitzenreiter (Bildhauer), Berlin                | Neusilber 9,6 g            | 30.000                      | 2.500            |
|                                                               |                                                               | 5. April 1982      | 200. Geburtstag von Friedrich Fröbel 5 MARK * 5 MARK * 5 MARK * 5 MARK *                           | Dietrich Dorfstecher (Grafiker), Berlin Gerhard Rommel (Bildhauer), Berlin               | Neusilber 12,2 g           | 54.500                      | 5.500            |
|                                                               |                                                               | 22. Juni 1982      | Weimar, Gartenhaus von Johann Wolfgang von Goethe 5 MARK * 5 MARK * 5 MARK * 5 MARK *              | Heinz Rodewald, Berlin                                                                   | Neusilber 9,6 g            | 40.000, (205.500) 220.400   | 5.500            |
|                                                               |                                                               | 28. Juli 1982      | Eisenach, Wartburg bei Eisenach 5 MARK * 5 MARK * 5 MARK * 5 MARK *                                | Heinz Rodewald, Berlin                                                                   | Neusilber 9,6 g            | 41.000, (205.000) 221.283   | 5.500            |
|                                                               |                                                               | 1983               | Berlin, Hauptstadt der DDR (Brandenburger Tor) 5 MARK * 5 MARK * 5 MARK * 5 MARK *                 | Axel Bertram (Grafiker), Berlin Wilfried Fitzenreiter (Bildhauer), Berlin                | Neusilber 9,6 g            | 3.000                       | –                |
|                                                               |                                                               | 17. Januar 1983    | 500. Geburtstag von Martin Luther – Schlosskirche (Wittenberg) 5 MARK * 5 MARK * 5 MARK * 5 MARK * | Heinz Rodewald, Berlin                                                                   | Neusilber 9,6 g            | 68.300, (196.500) 237.800   | 5.500            |
|                                                               |                                                               | 10. März 1983      | 500. Geburtstag von Martin Luther – Geburtshaus in Eisleben 5 MARK * 5 MARK * 5 MARK * 5 MARK *    | Heinz Rodewald, Berlin                                                                   | Neusilber 9,6 g            | 68.000, (197.680) 238.580   | 5.500            |
|                                                               |                                                               | 20. Oktober 1983   | 125. Geburtstag von Max Planck 5 MARK * 5 MARK * 5 MARK * 5 MARK *                                 | Dietrich Dorfstecher (Grafiker), Berlin Evelyn Nitzsche-Hartnick (Bildhauerin), Berlin   | Neusilber 12,2 g           | 55.800 45.800               | 4.380            |
|                                                               |                                                               | 1984               | Berlin, Hauptstadt der DDR (Brandenburger Tor) 5 MARK * 5 MARK * 5 MARK * 5 MARK *                 | Axel Bertram (Grafiker), Berlin Wilfried Fitzenreiter (Bildhauer), Berlin                | Neusilber 9,6 g            | 18.500                      | 3.015            |
|                                                               |                                                               | 9. März 1984       | Leipzig, Altes Rathaus 5 MARK * 5 MARK * 5 MARK * 5 MARK *                                         | Heinz Rodewald, Berlin                                                                   | Neusilber 9,6 g            | 40.001, (204.500) 219.501   | 5.500            |
|                                                               |                                                               | 26. Juni 1984      | Leipzig, Thomaskirche 5 MARK * 5 MARK * 5 MARK * 5 MARK *                                          | Heinz Rodewald, Berlin                                                                   | Neusilber 9,6 g            | 40.001, (211.540) 225.840   | 5.500            |
|                                                               |                                                               | 10. Oktober 1984   | 150. Todestag von Adolf Freiherr von Lützow 5 MARK * 5 MARK * 5 MARK * 5 MARK *                    | Dietrich Dorfstecher (Grafiker), Berlin Gerhard Rommel (Bildhauer), Berlin               | Neusilber 12,2 g           | 45.000                      | 5.000            |
|                                                               |                                                               | 1985               | Berlin, Hauptstadt der DDR (Brandenburger Tor) 5 MARK * 5 MARK * 5 MARK * 5 MARK *                 | Axel Bertram (Grafiker), Berlin Wilfried Fitzenreiter (Bildhauer), Berlin                | Neusilber 9,6 g            | 3.000                       | –                |
|                                                               |                                                               | 5. Februar 1985    | Dresden, Frauenkirche 5 MARK * 5 MARK * 5 MARK * 5 MARK *                                          | Heinz Rodewald, Berlin                                                                   | Neusilber 9,6 g            | 56.000, (195.000) 228.076   | 8.000            |
|                                                               |                                                               | 5. Februar 1985    | Dresden, Wallpavillon des Zwingers 5 MARK * 5 MARK * 5 MARK * 5 MARK *                             | Heinz Rodewald, Berlin                                                                   | Neusilber 9,6 g            | 50.000, (194.520) 219.520   | 5.500            |
|                                                               |                                                               | 5. Juli 1985       | 225. Todestag von Caroline Neuber 5 MARK * 5 MARK * 5 MARK * 5 MARK *                              | Sneschana Russewa-Hoyer (Grafikerin), Berlin Heinz Hoyer (Bildhauer), Berlin             | Neusilber 12,2 g           | 51.825                      | 4.000            |
|                                                               |                                                               | 1986               | Berlin, Hauptstadt der DDR (Brandenburger Tor) 5 MARK * 5 MARK * 5 MARK * 5 MARK *                 | Axel Bertram (Grafiker), Berlin Wilfried Fitzenreiter (Bildhauer), Berlin                | Neusilber 9,6 g            | 15.780                      | 2.800            |
|                                                               |                                                               | 15. Mai 1986       | Potsdam, Sanssouci (200. Todestag von Friedrich dem Großen) 5 MARK * 5 MARK * 5 MARK * 5 MARK *    | Heinz Rodewald, Berlin                                                                   | Neusilber 9,6 g            | 58.560, (270.080) 295.340   | 4.200            |
|                                                               |                                                               | 26. Juni 1986      | Potsdam, Neues Palais (200. Todestag von Friedrich dem Großen) 5 MARK * 5 MARK * 5 MARK * 5 MARK * | Heinz Rodewald, Berlin                                                                   | Neusilber 9,6 g            | 58.302, (268.800) 294.002   | 4.204            |
|                                                               |                                                               | 21. August 1986    | 175. Todestag von Heinrich von Kleist 5 MARK * 5 MARK * 5 MARK * 5 MARK *                          | Sneschana Russewa-Hoyer (Grafikerin), Berlin Heinz Hoyer (Bildhauer), Berlin             | Neusilber 12,2 g           | 46.700                      | 4.000            |
|                                                               |                                                               | 1987               | Berlin, Hauptstadt der DDR (Brandenburger Tor) 5 MARK * 5 MARK * 5 MARK * 5 MARK *                 | Axel Bertram (Grafiker), Berlin Wilfried Fitzenreiter (Bildhauer), Berlin                | Neusilber 9,6 g            | - , (347.310) 311.800       | 6.424            |
|                                                               |                                                               | 16. Januar 1987    | 750 Jahre Berlin – Nikolaiviertel 5 MARK * 5 MARK * 5 MARK * 5 MARK *                              | Joachim Rieß (Grafiker), Chemnitz Volker Beier (Bildhauer), Chemnitz                     | Neusilber 9,6 g            | 139.005, (468.801) 492.606  | 4.200            |
|                                                               |                                                               | 16. Januar 1987    | 750 Jahre Berlin – Rotes Rathaus 5 MARK * 5 MARK * 5 MARK * 5 MARK *                               | Sneschana Russewa-Hoyer (Grafikerin), Berlin Heinz Hoyer (Bildhauer), Berlin             | Neusilber 9,6 g            | 136.800, (473.810) 495.110  | 4.200            |
|                                                               |                                                               | 16. Januar 1987    | 750 Jahre Berlin – Alexanderplatz 5 MARK * 5 MARK * 5 MARK * 5 MARK *                              | Heinz Rodewald, Berlin                                                                   | Neusilber 9,6 g            | 137.001, (474.801) 496.202  | 4.200            |
|                                                               |                                                               | 1988               | Berlin, Hauptstadt der DDR (Brandenburger Tor) 5 MARK * 5 MARK * 5 MARK * 5 MARK *                 | Axel Bertram (Grafiker), Berlin Wilfried Fitzenreiter (Bildhauer), Berlin                | Neusilber 9,6 g            | 25.650                      | 2.300            |
| 150 Jahre Ferneisenbahn in Deutschland                        | 150 Jahre Ferneisenbahn in Deutschland                        | 18. Februar 1988   | 150 Jahre Ferneisenbahn in Deutschland (Lokomotive Saxonia) 1839 LEIPZIG–DRESDEN                   | Wilfried Klink (Grafiker), Berlin Bettina Klink-von Woyski (Bildhauerin), Berlin         | Neusilber 9,6 g            | 130.000, (366.800) 401.800  | 3.200            |
|                                                               |                                                               | 18. Februar 1988   | 30 Jahre Überseehafen Rostock OSTSEE * EIN MEER DES FRIEDENS *                                     | Heinz Rodewald, Berlin                                                                   | Neusilber 9,6 g            | 130.001, (366.800) 396.001  | 3.200            |
|                                                               |                                                               | 18. Februar 1988   | 50. Todestag von Ernst Barlach 5 MARK * 5 MARK * 5 MARK * 5 MARK *                                 | Joachim Rieß (Grafiker), Chemnitz Heinz Hoyer (Bildhauer), Berlin                        | Neusilber 12,2 g           | 51.601                      | 3.000            |
|                                                               |                                                               | 1989               | Berlin, Hauptstadt der DDR (Brandenburger Tor) 5 MARK * 5 MARK * 5 MARK * 5 MARK *                 | Axel Bertram (Grafiker), Berlin Wilfried Fitzenreiter (Bildhauer), Berlin                | Neusilber 9,6 g            | 25.500                      | 2.405            |
| 500. Geburtstag von Thomas Müntzer – Zwickau Katharinenkirche | 500. Geburtstag von Thomas Müntzer – Zwickau Katharinenkirche | 23. Februar 1989   | 500. Geburtstag von Thomas Müntzer – Katharinenkirche in Zwickau THOMAS MÜNTZER 1489–1525          | Wilfried Klink (Grafiker), Berlin Bettina Klink-von Woyski (Bildhauerin), Berlin         | Neusilber 9,6 g            | 134.700, (362.440) 402.140  | 3.200            |
|                                                               |                                                               | 23. Februar 1989   | 500. Geburtstag von Thomas Müntzer – Marienkirche in Mühlhausen THOMAS MÜNTZER 1489–1525           | Heinz Rodewald, Berlin                                                                   | Neusilber 9,6 g            | 134.500, (362.400) 401.900  | 3.200            |
|                                                               |                                                               | 9. Mai 1989        | 100. Geburtstag von Carl von Ossietzky 5 MARK * 5 MARK * 5 MARK * 5 MARK *                         | Dietrich Dorfstecher (Grafiker), Berlin Gerhard Rommel (Bildhauer), Berlin               | Neusilber 12,2 g           | 50.400                      | 3.066            |
|                                                               |                                                               | 1990               | Berlin, Hauptstadt der DDR (Brandenburger Tor) 5 MARK * 5 MARK * 5 MARK * 5 MARK *                 | Axel Bertram (Grafiker), Berlin Wilfried Fitzenreiter (Bildhauer), Berlin                | Neusilber 9,6 g            | 50.500                      | –                |
| 500 Jahre Postwesen                                           | 500 Jahre Postwesen                                           | 15. Februar 1990   | 500 Jahre Postwesen 5 MARK * 5 MARK * 5 MARK * 5 MARK *                                            | Wilfried Klink (Grafiker), Berlin Bettina Klink-von Woyski (Bildhauerin), Berlin         | Neusilber 9,6 g            | 130.500, (366.320) 392.720  | 4.200            |
|                                                               |                                                               | 15. Februar 1990   | 275. Todestag von Andreas Schlüter (Zeughaus Berlin) 5 MARK * 5 MARK * 5 MARK * 5 MARK *           | Sneschana Russewa-Hoyer (Grafikerin), Berlin Heinz Hoyer (Bildhauer), Berlin             | Neusilber 9,6 g            | 130.500, (372.920) 407.620  | 4.200            |
|                                                               |                                                               | 15. Februar 1990   | 100. Geburtstag von Kurt Tucholsky 5 MARK * 5 MARK * 5 MARK * 5 MARK *                             | Heinz Rodewald, Berlin                                                                   | Neusilber 12,2 g           | 50.171                      | 4.000            |

## 10-Mark-Gedenkmünzen
| Nennwert: 10 Mark der Deutschen Notenbank (MDN) Münzdurchmesser: 31 mm |           |                    | | |                   |                            |                  |
| Abbildung                                                              | Abbildung | Ausgabedatum       | Anlass Randschrift                                                                                        | Gestaltung | Material Gewicht  | geprägte Auflage           | geprägte Auflage |
| Bildseite                                                              | Wertseite | Ausgabedatum       | Anlass Randschrift                                                                                        | Gestaltung | Material Gewicht  | st, (normal) erhalten      | pp               |
|                                                                        |           | 28. Dezember 1966  | 125. Todestag von Karl Friedrich Schinkel 10 MARK DER DEUTSCHEN NOTENBANK *                               | Axel Bertram (Grafiker), Berlin Gerhard Rommel (Bildhauer), Berlin                                                                        | 800er Silber 17 g | 50.000 48.883              |                  |
|                                                                        |           | 30. August 1967    | 100. Geburtstag von Käthe Kollwitz 10 MARK DER DEUTSCHEN NOTENBANK *                                      | Axel Bertram (Grafiker), Berlin Gerhard Rommel (Bildhauer), Berlin                                                                        | 800er Silber 17 g | 100.552 61.940             |                  |
| Nennwert: 10 Mark Münzdurchmesser: 31 mm                               |           |                    | | |                   |                            |                  |
| Abbildung                                                              | Abbildung | Ausgabedatum       | Anlass Randschrift                                                                                        | Gestaltung | Material Gewicht  | geprägte Auflage           | geprägte Auflage |
| Bildseite                                                              | Wertseite | Ausgabedatum       | Anlass Randschrift                                                                                        | Gestaltung | Material Gewicht  | st, (normal) erhalten      | pp               |
|                                                                        |           | 16. Dezember 1968  | 500. Todestag von Johann Gutenberg 10 MARK * 10 MARK * 10 MARK *                                          | Axel Bertram, Berlin | 625er Silber 17 g | 100.328 66.526             |                  |
|                                                                        |           | 15. Dezember 1969  | 250. Todestag von Johann Friedrich Böttger 10 MARK * 10 MARK * 10 MARK *                                  | Axel Bertram, Berlin | 625er Silber 17 g | 100.313 66.652             |                  |
|                                                                        |           | 15. September 1970 | 200. Geburtstag von Ludwig van Beethoven 10 MARK * 10 MARK * 10 MARK *                                    | Axel Bertram (Grafiker), Berlin Wilfried Fitzenreiter (Bildhauer), Berlin                                                                 | 625er Silber 17 g | 100.265 72.343             |                  |
|                                                                        |           | 1. Juli 1971       | 500. Geburtstag von Albrecht Dürer 10 MARK * 10 MARK * 10 MARK *                                          | Axel Bertram, Berlin | 625er Silber 17 g | 100.112 61.224             |                  |
|                                                                        |           | 1. Juni 1972       | Nationale Mahn- und Gedenkstätte Buchenwald 10 MARK * 10 MARK * 10 MARK * 10 MARK *                       | Axel Bertram (Grafiker), Berlin Wilfried Fitzenreiter (Bildhauer), Berlin                                                                 | Neusilber 12 g    | - , (15.108.981) 3.553.920 |                  |
|                                                                        |           | 15. November 1972  | 175. Geburtstag von Heinrich Heine 10 MARK * 10 MARK * 10 MARK *                                          | Axel Bertram (Grafiker), Berlin Wilfried Fitzenreiter (Bildhauer), Berlin                                                                 | 625er Silber 17 g | 100.297 55.336             |                  |
|                                                                        |           | 5. März 1973       | 75. Geburtstag von Bertolt Brecht 10 MARK * 10 MARK * 10 MARK *                                           | Axel Bertram (Grafiker), Berlin Wilfried Fitzenreiter (Bildhauer), Berlin                                                                 | 625er Silber 17 g | 100.197 55.413             |                  |
|                                                                        |           | 7. Mai 1973        | 10. Weltfestspiele der Jugend und Studenten (Berlin 1973) Rand geriffelt                                  | Axel Bertram, Berlin | Neusilber 12 g    | - , (3.594.022) 2.742.342  |                  |
|                                                                        |           | 20. August 1974    | 25 Jahre Deutsche Demokratische Republik – Wappen der DDR Rand geriffelt                                  | Günter Junge, Berlin | Neusilber 12 g    | - , (3.070.650) 2.285.170  |                  |
|                                                                        |           | 20. August 1974    | 25 Jahre Deutsche Demokratische Republik – Bauten in der DDR 10 MARK * 10 MARK * 10 MARK *                | Dietrich Dorfstecher (Grafiker), Berlin Gerhard Rommel (Bildhauer), Berlin                                                                | 625er Silber 17 g | 70.200 52.585              | 200              |
|                                                                        |           | 8. November 1974   | 200. Geburtstag von Caspar David Friedrich 10 MARK * 10 MARK * 10 MARK *                                  | Günter Junge (Grafiker), Berlin Ludwig Engelhardt (Bildhauer), Berlin                                                                     | 625er Silber 17 g | 75.000 49.416              | 100              |
|                                                                        |           | 31. Januar 1975    | 100. Geburtstag von Albert Schweitzer 10 MARK * 10 MARK * 10 MARK *                                       | Axel Bertram (Grafiker), Berlin Wilfried Fitzenreiter (Bildhauer), Berlin                                                                 | 625er Silber 17 g | 100.100 63.433             | 1.040            |
|                                                                        |           | 9. Mai 1975        | 20 Jahre Warschauer Vertrag Rand geriffelt                                                                | Dietrich Dorfstecher (Grafiker), Berlin Werner Rosenthal (Bildhauer), Berlin                                                              | Neusilber 12 g    | - , (2.522.356) 1.906.746  |                  |
|                                                                        |           | 10. Februar 1976   | 20 Jahre Nationale Volksarmee Rand geriffelt                                                              | Prof. Klaus Wittkugel (Grafiker), Berlin Gerhard Rommel (Bildhauer), Berlin                                                               | Neusilber 12 g    | - , (754.508) 593.765      |                  |
|                                                                        |           | 20. August 1976    | 150. Todestag von Carl Maria von Weber 10 MARK * 10 MARK * 10 MARK *                                      | Dietrich Dorfstecher (Grafiker), Berlin Gerhard Rommel (Bildhauer), Berlin                                                                | 500er Silber 17 g | 101.642 45.042             | 6.037            |
|                                                                        |           | 31. August 1977    | 375. Geburtstag von Otto von Guericke 10 MARK * 10 MARK * 10 MARK *                                       | Dietrich Dorfstecher (Grafiker), Berlin Gerhard Rommel (Bildhauer), Berlin                                                                | 500er Silber 17 g | 69.316 43.443              | 6.000            |
|                                                                        |           | 22. Mai 1978       | 175. Geburtstag von Justus von Liebig 10 MARK * 10 MARK * 10 MARK *                                       | Erika Schöneberg (Grafikerin), Berlin Rainer Radack (Bildhauer), Berlin                                                                   | 500er Silber 17 g | 70.510 40.058              | 4.500            |
|                                                                        |           | 28. August 1978    | 3. Internationaler Gemeinschaftsraumflug der Sowjetunion 10 MARK * 10 MARK * 10 MARK * 10 MARK *          | Erika Schöneberg (Grafikerin) – Vorderseite, Berlin Dietrich Dorfstecher (Grafiker) – Rückseite, Berlin Rainer Radack (Bildhauer), Berlin | Neusilber 12 g    | 32.075, (724.750) 591.565  | 2.600            |
|                                                                        |           | 20. Juli 1979      | 175. Geburtstag von Ludwig Feuerbach 10 MARK * 10 MARK * 10 MARK *                                        | Erika Schöneberg (Grafikerin), Berlin Rainer Radack (Bildhauer), Berlin                                                                   | 500er Silber 17 g | 50.500 38.834              | 4.500            |
|                                                                        |           | 15. September 1980 | 225. Geburtstag von Gerhard J. D. von Scharnhorst 10 MARK * 10 MARK * 10 MARK *                           | Heinz Rodewald, Berlin | 500er Silber 17 g | 49.500 49.497              | 5.500            |
|                                                                        |           | 2. Februar 1981    | 25 Jahre Nationale Volksarmee 10 MARK * 10 MARK * 10 MARK * 10 MARK *                                     | Heinz Rodewald, Berlin | Neusilber 12 g    | 30.300, (780.000) 626.700  | 5.500            |
|                                                                        |           | 1. September 1981  | 150. Todestag von Georg Wilhelm Friedrich Hegel 10 MARK * 10 MARK * 10 MARK *                             | Prof. Günter Junge (Grafiker), Berlin Ludwig Engelhardt (Bildhauer), Berlin                                                               | 500er Silber 17 g | 49.500                     | 5.500            |
|                                                                        |           | 18. November 1981  | 700 Jahre Münzprägung in Berlin 10 MARK * 10 MARK * 10 MARK * 10 MARK *                                   | Heinz Rodewald, Berlin | Neusilber 12 g    | 54.540                     | 5.500            |
|                                                                        |           | 1. März 1982       | Neues Gewandhaus Leipzig 10 MARK * 10 MARK * 10 MARK *                                                    | Joachim Rieß (Grafiker), Chemnitz Volker Beier (Bildhauer), Chemnitz                                                                      | 500er Silber 17 g | 49.510 49.165              | 5.500            |
|                                                                        |           | 17. Januar 1983    | 100. Todestag von Richard Wagner 10 MARK * 10 MARK * 10 MARK *                                            | Dietrich Dorfstecher (Grafiker), Berlin Gerhard Rommel (Bildhauer), Berlin                                                                | 500er Silber 17 g | 49.500                     | 5.500            |
|                                                                        |           | 15. September 1983 | 30 Jahre Kampfgruppen der Arbeiterklasse 10 MARK * 10 MARK * 10 MARK * 10 MARK *                          | Dietrich Dorfstecher (Grafiker), Berlin Evelyn Nitzsche-Hartnick (Bildhauerin), Berlin                                                    | Neusilber 12 g    | 45.000, (460.900) 393.980  | 5.000            |
|                                                                        |           | 15. Mai 1984       | 100. Todestag von Alfred Brehm 10 MARK * 10 MARK * 10 MARK *                                              | Sneschana Russewa-Hoyer (Grafikerin), Berlin Heinz Hoyer (Bildhauer), Berlin                                                              | 500er Silber 17 g | 40.000                     | 5.000            |
|                                                                        |           | 15. Januar 1985    | Wiedereröffnung der Semperoper in Dresden 1841 * 1878 * 1945 * 1985 *                                     | Joachim Rieß (Grafiker), Chemnitz Volker Beier (Bildhauer), Chemnitz                                                                      | 500er Silber 17 g | 55.002                     | 5.000            |
|                                                                        |           | 17. April 1985     | 40. Jahrestag der Befreiung vom Faschismus 10 MARK * 10 MARK * 10 MARK * 10 MARK *                        | Dietrich Dorfstecher (Grafiker), Berlin Gerhard Rommel (Bildhauer), Berlin                                                                | Neusilber 12 g    | 30.000, (750.600) 606.010  | 5.000            |
|                                                                        |           | 30. August 1985    | 175 Jahre Universität Berlin (Humboldt-Universität) 10 MARK * 10 MARK * 10 MARK *                         | Joachim Rieß (Grafiker), Chemnitz Heinz Rodewald (Bildhauer), Berlin                                                                      | 500er Silber 17 g | 38.000                     | 4.000            |
|                                                                        |           | 3. April 1986      | 100. Geburtstag von Ernst Thälmann 10 MARK * 10 MARK * 10 MARK * 10 MARK *                                | Sneschana Russewa-Hoyer (Grafikerin), Berlin Heinz Hoyer (Bildhauer), Berlin                                                              | Neusilber 12 g    | 42.000, (709.750) 581.642  | 4.002            |
|                                                                        |           | 1. September 1986  | 275 Jahre Charité Berlin 10 MARK * 10 MARK * 10 MARK *                                                    | Joachim Rieß (Grafiker), Chemnitz Volker Beier (Bildhauer), Chemnitz                                                                      | 500er Silber 17 g | 38.000                     | 4.101            |
|                                                                        |           | 5. März 1987       | 750 Jahre Berlin – Schauspielhaus 10 MARK * 10 MARK * 10 MARK *                                           | Heinz Rodewald, Berlin | 500er Silber 17 g | 46.100                     | 4.000            |
|                                                                        |           | 19. Mai 1988       | 500. Geburtstag von Ulrich von Hutten ICH HAB'S GEWAGT                                                    | Heinz Rodewald, Berlin | 500er Silber 17 g | 37.000                     | 3.000            |
|                                                                        |           | 14. Juni 1988      | 40 Jahre Deutscher Sportausschuss (Deutscher Turn- und Sportbund) 10 MARK * 10 MARK * 10 MARK * 10 MARK * | Sneschana Russewa-Hoyer (Grafikerin), Berlin Heinz Hoyer (Bildhauer), Berlin                                                              | Neusilber 12 g    | 85.000, (611.800) 540.120  | 3.200            |
|                                                                        |           | 12. Januar 1989    | 40 Jahre Rat für gegenseitige Wirtschaftshilfe 10 MARK * 10 MARK * 10 MARK * 10 MARK *                    | Heinz Rodewald, Berlin | Neusilber 12 g    | 40.000, (57.000) 97.000    | 3.000            |
|                                                                        |           | 9. Mai 1989        | 225. Geburtstag von Johann Gottfried Schadow 10 MARK * 10 MARK * 10 MARK *                                | André Kahane (Grafiker), Berlin Gerhard Rommel (Bildhauer), Berlin                                                                        | 500er Silber 17 g | 39.200                     | 3.000            |
|                                                                        |           | 20. Juni 1989      | 40 Jahre Deutsche Demokratische Republik 10 MARK * 10 MARK * 10 MARK * 10 MARK *                          | Heinz Rodewald, Berlin | Neusilber 12 g    | 65.000, (694.000) 588.900  | 3.080            |
|                                                                        |           | 14. März 1990      | 175. Todestag von Johann Gottlieb Fichte 10 MARK * 10 MARK * 10 MARK *                                    | Sneschana Russewa-Hoyer (Grafikerin), Berlin Heinz Hoyer (Bildhauer), Berlin                                                              | 500er Silber 17 g | 40.564                     | 4.200            |
|                                                                        |           | 27. März 1990      | 100 Jahre Internationaler Kampftag der Arbeiterklasse 10 MARK * 10 MARK * 10 MARK * 10 MARK *             | Harald Larisch | Neusilber 12 g    | 115.000, (632.000) 589.457 | 4.367            |

## 20-Mark-Gedenkmünzen
Mit den 20-Mark-Gedenkmünzen wurden bis auf drei Ausnahmen (30 Jahre DDR, 1979; 750 Jahre Berliner Stadtsiegel, 1987; Öffnung d. Brandenburger Tores, 1990) nur bekannte deutsche Personen gewürdigt.
| Nennwert: 20 Mark der Deutschen Notenbank (MDN) Münzdurchmesser: 33 mm |                          |                    |                                                                                              |                                                                              |                       |                            |                  |
| Abbildung                                                              | Abbildung                | Ausgabedatum       | Anlass Randschrift                                                                           | Gestaltung                                                                   | Material Gewicht      | geprägte Auflage           | geprägte Auflage |
| Bildseite                                                              | Wertseite                | Ausgabedatum       | Anlass Randschrift                                                                           | Gestaltung                                                                   | Material Gewicht      | st, (normal) erhalten      | pp               |
|                                                                        |                          | 28. Dezember 1966  | 250. Todestag von Gottfried Wilhelm Leibniz 20 MARK DER DEUTSCHEN NOTENBANK *                |                                                                              | 800er Silber 20,9 g   | 50.000 48.581              |                  |
|                                                                        |                          | 30. August 1967    | 200. Geburtstag von Wilhelm von Humboldt 20 MARK DER DEUTSCHEN NOTENBANK *                   |                                                                              | 800er Silber 20,9 g   | 87.776 52.598              |                  |
| Nennwert: 20 Mark Münzdurchmesser: 33 mm                               |                          |                    |                                                                                              |                                                                              |                       |                            |                  |
| Abbildung                                                              | Abbildung                | Ausgabedatum       | Anlass Randschrift                                                                           | Gestaltung                                                                   | Material Gewicht      | geprägte Auflage           | geprägte Auflage |
| Bildseite                                                              | Wertseite                | Ausgabedatum       | Anlass Randschrift                                                                           | Gestaltung                                                                   | Material Gewicht      | st, (normal) erhalten      | pp               |
|                                                                        |                          | 3. Mai 1968        | 150. Geburtstag von Karl Marx 20 MARK * 20 MARK * 20 MARK *                                  |                                                                              | 800er Silber 20,9 g   | 76.538 53.146              |                  |
|                                                                        |                          | 1. Oktober 1969    | 220. Geburtstag von Johann Wolfgang von Goethe 20 MARK * 20 MARK * 20 MARK *                 |                                                                              | 625er Silber 20,9 g   | 88.589 53.222              |                  |
| Engels Bildseite                                                       | Engels Wertseite         | 15. September 1970 | 150. Geburtstag von Friedrich Engels 20 MARK * 20 MARK * 20 MARK *                           |                                                                              | 625er Silber 20,9 g   | 83.615 47.719              |                  |
|                                                                        |                          | 10. März 1971      | 100. Geburtstag von Heinrich Mann 20 MARK * 20 MARK * 20 MARK * 20 MARK *                    |                                                                              | Neusilber 16,5 g      | 2.029.000 1.248.867        |                  |
|                                                                        |                          | 1. Juli 1971       | 100. Geburtstag von Karl Liebknecht und Rosa Luxemburg 20 MARK * 20 MARK * 20 MARK *         |                                                                              | 625er Silber 20,9 g   | 76.814 47.465              |                  |
|                                                                        |                          | 10. Dezember 1971  | 85. Geburtstag von Ernst Thälmann 20 MARK * 20 MARK * 20 MARK * 20 MARK *                    |                                                                              | Neusilber 15 g        | - , (10.003.431) 4.885.517 |                  |
|                                                                        |                          | 1. März 1972       | Friedrich von Schiller 20 MARK * 20 MARK * 20 MARK * 20 MARK *                               |                                                                              | Neusilber 15 g        | - , (7.480.378) 3.654.903  |                  |
|                                                                        |                          | 18. Mai 1972       | 500. Geburtstag von Lucas Cranach des Älteren 20 MARK * 20 MARK * 20 MARK *                  |                                                                              | 625er Silber 20,9 g   | 80.096 47.548              |                  |
|                                                                        |                          | 1. September 1972  | Wilhelm Pieck 20 MARK * 20 MARK * 20 MARK * 20 MARK *                                        |                                                                              | Neusilber 15 g        | - , (7.633.342) 2.385.810  |                  |
|                                                                        |                          | 25. September 1973 | 60. Todestag von August Bebel 20 MARK * 20 MARK * 20 MARK *                                  |                                                                              | 625er Silber 20,9 g   | 77.360 47.197              |                  |
| Otto Grotewohl Bildseite                                               | Otto Grotewohl Wertseite | 12. November 1973  | Otto Grotewohl 20 MARK * 20 MARK * 20 MARK * 20 MARK *                                       |                                                                              | Neusilber 15 g        | - , (2.534.724) 1.531.207  |                  |
|                                                                        |                          | 8. März 1974       | 250. Geburtstag von Immanuel Kant 20 MARK * 20 MARK * 20 MARK *                              |                                                                              | 625er Silber 20,9 g   | 67.883 44.465              | 4.284            |
| Bach Bildseite                                                         | Bach Wertseite           | 21. April 1975     | 225. Todestag von Johann Sebastian Bach 20 MARK * 20 MARK * 20 MARK *                        |                                                                              | 625er Silber 20,9 g   | 72.160 49.497              |                  |
|                                                                        |                          | 15. April 1976     | 150. Geburtstag von Wilhelm Liebknecht 20 MARK * 20 MARK * 20 MARK *                         | Heinz Rodewald, Berlin                                                       | 625er Silber 20,9 g   | 50.060 43.160              | 4.020            |
|                                                                        |                          | 18. April 1977     | 200. Geburtstag von Carl Friedrich Gauß 20 MARK * 20 MARK * 20 MARK *                        |                                                                              | 500er Silber 20,9 g   | 56.525 42.502              |                  |
| Herder Bildseite                                                       | Herder Wertseite         | 8. November 1978   | 175. Todestag von Johann Gottfried Herder 20 MARK * 20 MARK * 20 MARK *                      |                                                                              | 500er Silber 20,9 g   | 50.550 36.550              | 4.500            |
|                                                                        |                          | 15. Januar 1979    | 250. Geburtstag von Gotthold Ephraim Lessing 20 MARK * 20 MARK * 20 MARK *                   |                                                                              | 500er Silber 20,9 g   | 40.500 39.343              | 4.521            |
|                                                                        |                          | 29. Juni 1979      | 30 Jahre Deutsche Demokratische Republik 20 MARK * 20 MARK * 20 MARK * 20 MARK *             |                                                                              | Neusilber 15 g        | 25.950, (975.050) 642.075  |                  |
|                                                                        |                          | 27. Februar 1980   | 75. Todestag von Ernst Abbe 20 MARK * 20 MARK * 20 MARK *                                    |                                                                              | 500er Silber 20,9 g   | 39.500                     | 5.503            |
|                                                                        |                          | 9. März 1981       | 150. Todestag von Carl Reichsfreiherr vom Stein 20 MARK * 20 MARK * 20 MARK *                |                                                                              | 500er Silber 20,9 g   | 39.500 39.264              | 5.500            |
|                                                                        |                          | 30. September 1982 | 125. Geburtstag von Clara Zetkin 20 MARK * 20 MARK * 20 MARK *                               |                                                                              | 500er Silber 20,9 g   | 39.500                     | 5.500            |
|                                                                        |                          | 10. März 1983      | 500. Geburtstag von Martin Luther 20 MARK * 20 MARK * 20 MARK *                              | Heinz Rodewald, Berlin                                                       | 500er Silber 20,9 g   | 40.500                     | 5.500            |
|                                                                        |                          | 6. April 1983      | 100. Todestag von Karl Marx 20 MARK * 20 MARK * 20 MARK * 20 MARK *                          |                                                                              | Neusilber 15 g        | 60.000, (940.000) 655.614  | 6.000            |
|                                                                        |                          | 27. Februar 1984   | 225. Todestag von Georg Friedrich Händel 20 MARK * 20 MARK * 20 MARK *                       | Heinz Rodewald, Berlin                                                       | 500er Silber 20,9 g   | 35.900                     | 4.500            |
|                                                                        |                          | 8. August 1985     | 125. Todestag von Ernst Moritz Arndt 20 MARK * 20 MARK * 20 MARK *                           | Sneschana Russewa-Hoyer (Grafikerin), Berlin Heinz Hoyer (Bildhauer), Berlin | 500er Silber 20,9 g   | 36.000                     | 4.000            |
|                                                                        |                          | 26. Februar 1986   | 200. Geburtstag von Jacob und Wilhelm Grimm 20 MARK * 20 MARK * 20 MARK *                    |                                                                              | 625er Silber 20,9 g   | 37.650                     | 3.508            |
| Stadtsiegel Bildseite                                                  | Stadtsiegel Wertseite    | 26. März 1987      | 750 Jahre Berlin – Stadtsiegel 20 MARK * 20 MARK * 20 MARK *                                 |                                                                              | 625er Silber 20,9 g   | 36.575                     | 4400             |
|                                                                        |                          | 17. März 1988      | 100. Todestag von Carl Zeiss 20 MARK * 20 MARK * 20 MARK *                                   | Sneschana Russewa-Hoyer (Grafikerin), Berlin Heinz Hoyer (Bildhauer), Berlin | 625er Silber 20,9 g   | 35.020                     | 3.001            |
| Müntzer Bildseite                                                      | Müntzer Wertseite        | 12. Januar 1989    | 500. Geburtstag von Thomas Müntzer 20 MARK * 20 MARK * 20 MARK *                             |                                                                              | 625er Silber 20,9 g   | 38.500                     | 3.090            |
| Schlüter Bildseite                                                     | Schlüter Wertseite       | 15. Februar 1990   | 275. Todestag von Andreas Schlüter 20 MARK * 20 MARK * 20 MARK *                             | Wilfried Statt                                                               | 625er Silber 20,9 g   | 37.000                     | 3.500            |
|                                                                        |                          | 3. April 1990      | Öffnung des Brandenburger Tores am 22. Dezember 1989 20 MARK * 20 MARK * 20 MARK * 20 MARK * |                                                                              | Neusilber 15 g        | - , (302.005) 302.005      |                  |
|                                                                        |                          | 3. April 1990      | Öffnung des Brandenburger Tores am 22. Dezember 1989 20 MARK * 20 MARK * 20 MARK * 20 MARK * |                                                                              | 999,5er Silber 18,2 g | 154.525                    | 12.100           |

Anmerkungen
1. ↑  Es gab eine erwähnenswerte Materialprobe aus 75 % Kupfer und 25 % Nickel mit einer Auflage von 12.741 Exemplaren.
2. 1 2 3 4 5 6 7  Es wurden nur wenige Probeprägungen hergestellt. Die genaue Anzahl der geprägten Exemplare ist nicht bekannt bzw. ist nicht ermittelbar.
3. ↑  Ab dem Jahr 1979 wurde diese Münze jährlich, bis zum Jahr 1990, in verschiedenen Qualitätsstufen nachgeprägt. Diese Prägung wird manchmal als eigenständige Münze bezeichnet, in diesem Fall erhöht sich die Gesamtsumme der in der DDR geprägten Gedenkmünzen auf 123.
4. ↑  1981 und 1983 wurde eine größere Anzahl Münzen (Stempelglanz: 25.000, polierte Platte: 2.590) nachgeprägt.
5. ↑  1983 wurden zusätzlich 21.000 Exemplare in Normalprägung ausgegeben.